# Tarkus
Tarkus je druhé studiové album britské progresivní rockové skupiny Emerson, Lake & Palmer. Jeho nahrávání probíhalo v lednu 1971 ve studiu Advision Studios v Londýně. Producentem byl Greg Lake a album vyšlo v červnu 1971 u vydavatelství Island Records.

## Seznam skladeb

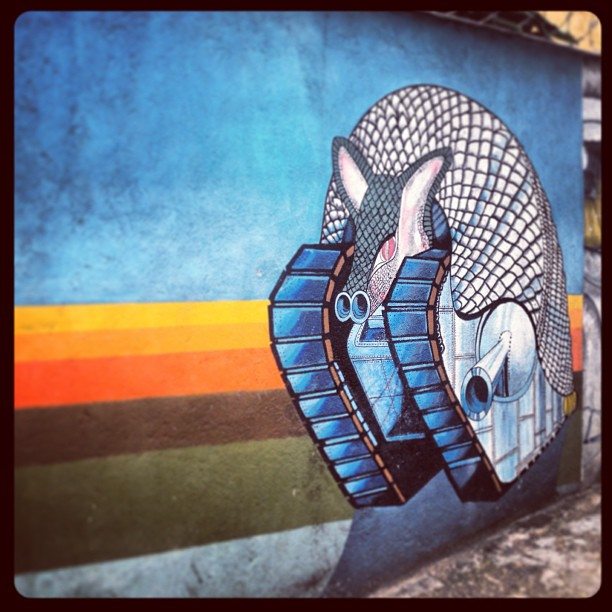
Graffito s motivem obalu desky Tarkus v São Paulo.

Všechny texty napsal Greg Lake, autoři hudby jsou uvedeni.
| Strana 1 (LP) | Strana 1 (LP) | Strana 1 (LP)                                                                  | Strana 1 (LP)                            |
| Pořadí        | Název | Hudba                                                                          | Délka                                    |
| ------------- | --- | ------------------------------------------------------------------------------ | ---------------------------------------- |
| 1.            | Tarkus“ 1. „Eruption“ 2. „Stones of Years“ 3. „Iconoclast“ 4. „Mass“ 5. „Manticore“ 6. „Battlefield“ 7. „Aquatarkus | Emerson, Lake Emerson Emerson, Lake Emerson Emerson, Lake Emerson Lake Emerson | 20:40 2:43 3:43 1:16 3:09 1:49 3:57 3:54 |

| Strana 2 (LP)  | Strana 2 (LP)               | Strana 2 (LP)         | Strana 2 (LP) |
| Pořadí         | Název                       | Hudba                 | Délka         |
| -------------- | --------------------------- | --------------------- | ------------- |
| 2.             | Jeremy Bender               | Emerson, Lake         | 1:41          |
| 3.             | Bitches Crystal             | Emerson, Lake         | 3:54          |
| 4.             | The Only Way (Hymn)         | Emerson, Lake         | 3:50          |
| 5.             | Infinite Space (Conclusion) | Emerson, Palmer       | 3:18          |
| 6.             | A Time and a Place          | Emerson, Lake, Palmer | 3:00          |
| 7.             | Are You Ready Eddy?         | Emerson, Lake, Palmer | 2:09          |
| Celková délka: | Celková délka:              | Celková délka:        | 38:55         |

## Obsazení
- Keith Emerson – varhany, klavír, celesta, Moog syntezátor
- Greg Lake – zpěv, baskytara, elektrická kytara, akustická kytara
- Carl Palmer – bicí, perkuse